# しましまんず
しましまんずは、日本の漫才師である。所属事務所は吉本興業。
1989年4月コンビ結成。
2023年3月、自らの単独ライブで両者の個人名を改名することを発表した。

## メンバー
すなやま 心すなお（すなやま こころすなお、1966年8月27日 - ）
本名および旧芸名、池山 心（いけやま こころ）。
大阪府吹田市出身。ツッコミ担当。血液型はO型。
大阪府立北千里高等学校を経て関西外国語大学外国語学部英米語学科卒業。中学1級、高校2級の英語の教員免許を持っている。
幼少時代は、子役として活動していた。
特技はギター。大学では軽音楽部に所属し、芸人になってからは定番ネタ（後述）や、イベント「池山ギタージャンボリー」など、それを活かした活動も多い。またお笑い芸人内でパンクバンド「THE★RED STAR」を結成し、リーダーを務めている。
中学では野球部、高校ではソフトボール部に2年生から所属ながら、主将に任命され、3年生時には近畿大会優勝、秋のわかくさ国体に大阪選抜の主将として出場、3位入賞。世界ユースの日本代表候補にも選ばれる。芸人になってからも阪神タイガース、読売ジャイアンツのプロテストを受け、一次合格をしている。
阪神タイガースの大ファンで、『ジャイケルマクソン』等でネタとして活用している。
麒麟の川島明と同様、「吉本興業きっての競馬ファン」を自認しており、グリーンチャンネルなどの競馬関連のテレビ番組への出演やnetkeiba.com、競馬ブックでのコラム執筆なども行っている。
2011年5月、東心斎橋にヘルシー家庭料理店「おばんざい心」オープン（2013年7月31日でプロデュースを退任し、現在は店舗名が変更されている）。
2011年12月に行政書士の女性と結婚したが、2013年9月に離婚。子供が一人いたが、元嫁が引き取っている。
フジイ テルオ（1966年12月30日 - ）
本名および旧芸名、藤井 輝雄（読み同じ）。
兵庫県神戸市出身。ボケ担当。血液型はB型。　　
兵庫県立神戸甲北高等学校を経て大阪芸術大学放送学科卒業。
大学では落語研究寄席の会所属。
池山とコンビを組む前、しましまくんとして『4時ですよーだ』に出演していた。当時の芸名の由来は横縞模様のTシャツを舞台衣装としていたためで、現在のコンビ名の由来にもなっている。
2006年R-1ぐらんぷりでは「しましまてるお」として出場し、準決勝進出。
「ウォー!!」「ガッツガッツ」「クワパパー!」「トラブル発生」などのギャグを持つ。
パラ軍団の一人。メッセンジャーあいはらからは一時期「ヒヒ輝雄」と呼ばれたことがある。
芸人としての収入はほとんどないため、弟の経営するボルト・ナットの工場や、レンタカー屋で洗車のアルバイトとして働いている。
既婚者であり、2009年2月に第1子が誕生した。　

## 出演

### テレビ
現在
現在は無し。
過去
- 必殺仕掛人 第23話「おんな殺し」（ABCテレビ、池山（子役時代）のみ）
- 眠狂四郎 第18話「悲しみは闇に消えた」（1973年1月30日、KTV/東映、池山（子役時代）のみ）
- 遠山の金さん捕物帳（NET、池山のみ）
  - 第126話「身を投げ出して来た女」
  - 第163話「幼なじみを愛した女」
- ビレッジ吉本（TBS）
- オールザッツ漫才（MBSテレビ）
- 2丁目ワチャチャTV（テレビ大阪）
- 2丁目ワチャチャTVII（テレビ大阪）
- 笑いの剣（ABCテレビ）
- すんげー!Best10（ABCテレビ）
- 屋台の目ぇ（MBSテレビ）
- お笑いダンクシュート（NHK総合テレビジョン）
- 田中星児のクイズ探検隊（瀬戸内海放送）
- KEIBAワンダーランド（KBS京都テレビ、池山のみ。しましまんずのクレジットなし。1開催ごとに講談師・太平洋と交互出演）
- 上方芸能三国志（CSヨシモトファンダンゴTV、藤井のみ）
- 競馬サポーターズ倶楽部・うまくら!（グリーンチャンネル）
- のりノリ天国（サンテレビ）
- ごきげん!ブランニュ（ABCテレビ、藤井のみ、準レギュラー）
- 真夜中市場〜ハイヒールの眠れない夜〜（関西テレビ）

## ラジオ
- アルシェくらぶ ITEMAE RADIO（文化放送）
- 放課後の王様（セント・ギガ、1995年4月-10月まで 水曜パーソナリティ）

## 受賞歴
- 1991年 第12回今宮子供えびすマンザイ新人コンクール福笑い大賞